# Genac
Genac és un municipi francès situat al departament del Charente i a la regió de la Nova Aquitània. L'any 2007 tenia 670 habitants.

## Demografia

### Població
El 2007 la població de fet de Genac era de 670 persones. Hi havia 288 famílies de les quals 80 eren unipersonals (36 homes vivint sols i 44 dones vivint soles), 92 parelles sense fills, 84 parelles amb fills i 32 famílies monoparentals amb fills.
La població ha evolucionat segons el següent gràfic:
Habitants censats

### Habitatges
El 2007 hi havia 366 habitatges, 288 eren l'habitatge principal de la família, 35 eren segones residències i 42 estaven desocupats. 350 eren cases i 12 eren apartaments. Dels 288 habitatges principals, 235 estaven ocupats pels seus propietaris, 39 estaven llogats i ocupats pels llogaters i 14 estaven cedits a títol gratuït; 3 tenien una cambra, 16 en tenien dues, 41 en tenien tres, 63 en tenien quatre i 166 en tenien cinc o més. 226 habitatges disposaven pel capbaix d'una plaça de pàrquing. A 141 habitatges hi havia un automòbil i a 126 n'hi havia dos o més.

### Piràmide de població
La piràmide de població per edats i sexe el 2009 era:
| Homes | Edats   | Dones |
| ----- | ------- | ----- |
| 0     | 95 o +  | 0     |
| 4     | 90 a 94 | 8     |
| 0     | 85 a 89 | 16    |
| 0     | 80 a 84 | 8     |
| 24    | 75 a 79 | 20    |
| 20    | 70 a 74 | 20    |
| 28    | 65 a 69 | 28    |
| 24    | 60 a 64 | 20    |
| 28    | 55 a 59 | 24    |
| 24    | 50 a 54 | 16    |
| 28    | 45 a 49 | 32    |
| 24    | 40 a 44 | 24    |
| 16    | 35 a 39 | 12    |
| 20    | 30 a 34 | 16    |
| 8     | 25 a 29 | 28    |
| 8     | 20 a 24 | 4     |
| 20    | 15 a 19 | 8     |
| 24    | 10 a 14 | 8     |
| 8     | 5 a 9   | 12    |
| 20    | 0 a 4   | 16    |

## Economia
El 2007 la població en edat de treballar era de 405 persones, 291 eren actives i 114 eren inactives. De les 291 persones actives 259 estaven ocupades (144 homes i 115 dones) i 32 estaven aturades (14 homes i 18 dones). De les 114 persones inactives 38 estaven jubilades, 29 estaven estudiant i 47 estaven classificades com a «altres inactius».

### Ingressos
El 2009 a Genac hi havia 297 unitats fiscals que integraven 667 persones, la mediana anual d'ingressos fiscals per persona era de 17.473 €.

### Activitats econòmiques
Dels 23 establiments que hi havia el 2007, 1 era d'una empresa extractiva, 3 d'empreses de fabricació d'altres productes industrials, 8 d'empreses de construcció, 2 d'empreses de comerç i reparació d'automòbils, 2 d'empreses de transport, 1 d'una empresa d'hostatgeria i restauració, 3 d'empreses de serveis, 2 d'entitats de l'administració pública i 1 d'una empresa classificada com a «altres activitats de serveis».
Dels 11 establiments de servei als particulars que hi havia el 2009, 1 era una oficina de correu, 2 tallers de reparació d'automòbils i de material agrícola, 1 fusteria, 3 lampisteries, 3 electricistes i 1 perruqueria.
L'any 2000 a Genac hi havia 38 explotacions agrícoles que ocupaven un total de 1.330 hectàrees.

## Equipaments sanitaris i escolars
El 2009 hi havia 2 escoles elementals.

## Poblacions més properes
El següent diagrama mostra les poblacions més properes.